# レモン (単位)
レモンは、柑橘類であるレモンを用い、商品中のビタミンCの含有量を表現する単位。レモンはビタミンCが豊富というイメージがあることによる。尚、レモンの酸味はクエン酸によるものが大きく、ビタミンCが酸味を持っているわけではない（水溶液は無味である）。

## 換算
かつては20mgのビタミンCで換算するよう、農林水産省の「ビタミンC含有菓子の品質表示ガイドライン」に定められていたが、2008年4月3日に廃止され、その後は各団体が独自にガイドラインを定めている。
なお、ガイドラインの廃止後も飲料や菓子等においてレモンでビタミンCを換算する際は1個あたり20mgという値が事実上使われているが、これは果汁部のみで計算した値であるため、注意が必要である。

## 類例
似た現象として、食品やサプリメントに関して、食物繊維の含有量をレタスで換算する例、オルニチンの含有量をシジミで換算する例が見られる。なお、レタスに関しても、レタスが他の野菜類と比べて食物繊維を特に多く含んでいる訳ではなく、こちらも注意が必要である。